# Nuxit

Die Stadt Neu-Ulm im gleichnamigen Landkreis

Als Nuxit bezeichneten deutsche Medien ab spätestens Ende 2016 den seit Mitte 2017 konkret angestrebten Austritt der kreisangehörigen Stadt Neu-Ulm aus dem bayerischen Landkreis Neu-Ulm.  Das Bayerische Innenministerium lehnte den Antrag am 4. Juni 2019 ab.

## Hintergrund
Die Stadt Neu-Ulm ist vor Freising und Dachau die nach Einwohnern bei weitem größte kreisangehörige Gemeinde Bayerns. Mit 57.237 Einwohnern zum Stichtag 31. Dezember 2015 überschritt Neu-Ulm zu Beginn der Debatte deutlich die von der Bayerischen Gemeindeordnung geforderte Mindestgröße von 50.000 Einwohnern für eine neue kreisfreie Stadt. Neu-Ulm war bereits früher kreisfrei, bis es im Rahmen der Gebietsreform in Bayern vom 1. Januar 1971 mit Wirkung zum 1. Juli 1972 in den Illerkreis (seit 1. Mai 1973: Landkreis Neu-Ulm) eingegliedert wurde.
Nuxit ist ein Kunst- und Kofferwort, eine Verschmelzung von NU (dem Kfz-Kennzeichen von Neu-Ulm, allerdings auch des Landkreises) und exit (deutsch Austritt). Diese Wortbildung erfolgte in Anlehnung an die Bezeichnungen Brexit für den Austritt des Vereinigten Königreichs aus der Europäischen Union und Grexit für ein mögliches Ausscheiden Griechenlands aus der Eurozone.

## Austrittsverfahren
Seit der Gebietsreform von 1972 hat sich noch keine bayerische Stadt zu einem Austritt aus dem Landkreis entschlossen. Am 26. Juli 2017 beschloss der Neu-Ulmer Stadtrat mit einer deutlichen Mehrheit von 37 zu 7 Stimmen, einen Antrag zum Austritt der Kreisstadt aus dem Landkreis Neu-Ulm auszuarbeiten.
Für einen Austritt war danach die Zustimmung der Bayerischen Staatsregierung und des Bayerischen Landtags erforderlich.
Nach dem Bevölkerungsstand zum Stichtag 31. Dezember 2015 wäre Neu-Ulm als kreisfreie Stadt keineswegs die nach Bevölkerung kleinste der dann 26 kreisfreien Städte in Bayern gewesen, sondern wäre an 15. Stelle gestanden. Der Landkreis Neu-Ulm, der zu diesem Augenblick unter den 71 Landkreisen an elfter Stelle stand, hätte sich ohne die Stadt Neu-Ulm an 48. Stelle wiedergefunden. Entscheidendes Kriterium ist nach der Bayerischen Gemeindeordnung jedoch die finanzielle Leistungsfähigkeit des Landkreises, die gewahrt bleiben muss.
Der damalige Landrat des Landkreises Neu-Ulm, Thorsten Freudenberger, kündigte nach der Neu-Ulmer Stadtratsentscheidung am 26. Juli 2017 an, im Nuxit-Fall die Verlegung des Landratsamtes aus der Stadt Neu-Ulm, möglicherweise nach Senden oder Illertissen, anzustreben. Senden wäre nach dem Nuxit die größte Stadt des (verbleibenden) Landkreises gewesen, gefolgt von Illertissen, das bis zur Kreisreform 1972 Sitz des damaligen Landkreises Illertissen war und aktuell eine Außenstelle des Landratsamts Neu-Ulm beherbergt. Der alte Landkreis Illertissen ging 1972 überwiegend im Illerkreis auf und ein kleinerer Teil im Süden im neuen Landkreis Unterallgäu.
Am 21. März 2018 beauftragte der Neu-Ulmer Stadtrat mit 32 zu 10 Stimmen die Stadtverwaltung, den Antrag auf Kreisfreiheit bei der bayerischen Staatsregierung zu stellen. Der Austritt wäre – nach einer Zustimmung des Bayerischen Landtags – frühestens Mitte 2020 wirksam geworden.
Am 4. Juni 2019 lehnte das Bayerische Innenministerium den Antrag in einer Pressemitteilung mit der Begründung ab, dass überwiegende Gründe des öffentlichen Wohls gegen eine Auskreisung sprechen. Laut Innenministerium fehle es dem Antrag an hinreichend konkreten Konzepten, durch wen und wie kommunale Aufgaben künftig erledigt werden sollen. Darüber hinaus seien die vermögensrechtlichen Verhältnisse zwischen der Stadt und dem Landkreis Neu-Ulm ungeklärt. Insbesondere fehle eine Vereinbarung über die drei hochdefizitären Krankenhäuser, ohne die keine belastbaren Aussagen über die finanziellen Auswirkungen einer Kreisfreiheit möglich sei. Des Weiteren befürchte man eine erhebliche Minderung der wirtschaftlichen Leistungsfähigkeit des Landkreises. Insgesamt sei kein positiver Nutzen für die Bürgerinnen und Bürger erkennbar.

## Mögliche Auswirkungen
Die Auswirkungen einer möglichen Kreisfreiheit der Stadt Neu-Ulm waren unklar. Dies liegt daran, dass Neu-Ulm die erste bayerische Stadt gewesen wäre, die aus ihrem Landkreis austritt. Es gab daher keine Gutachter mit entsprechender Expertise oder Erfahrung.
Als einzigen Vorteil der Kreisfreiheit für die Bürger nannte die Stadt Neu-Ulm die Bündelung von Aufgaben bei nur einer Behörde. Neubürger in der Stadt Neu-Ulm müssen sich bisher im Bürgerbüro anmelden. Falls sie gleichzeitig ein Kraftfahrzeug anmelden wollen, müssen sie jedoch ins ca. 1300 Meter entfernte Landratsamt gehen. Im Falle einer Kreisfreiheit hätte der Gang ins Landratsamt entfallen können. Personenanmeldung und Fahrzeuganmeldung hätten für Neubürger mit einem einzigen Gang zur städtischen Verwaltung erfolgen können.
Als Vorteil der Kreisfreiheit für die Stadt Neu-Ulm nannte die Stadtverwaltung die Möglichkeit, die Zukunft der Stadt eigenverantwortlich zu gestalten.
Zur Erfüllung neuer Aufgabenbereiche hätte die Stadt Neu-Ulm zusätzliches Personal benötigt. Nach Ansicht des Landkreises Neu-Ulm war aber nicht davon auszugehen, dass die bei der Stadt neu zu schaffenden Stellen in vollem Umfang beim Landkreis eingespart hätten werden können.

### Studie des SME-Instituts für Sozial- und Wirtschaftsforschung
Die Industrie- und Handelskammer unterstützte und nutzte zu den Folgen einer Kreisfreiheit der Stadt Neu-Ulm eine Studie des SME-Institut für Sozial- und Wirtschaftsforschung in Neu-Ulm. Im Oktober 2018 wurden erste Ergebnisse dieser Studie präsentiert: Sie kam zu dem Ergebnis, dass die Stadt nicht in der Lage gewesen wäre, die finanzwirtschaftlichen Folgen einer Kreisfreiheit in den folgenden Jahren abzudecken. Der Landkreis wäre in seiner finanzwirtschaftlichen Leistungsfähigkeit nachhaltig beeinträchtigt worden. Stadt und Landkreis Neu-Ulm wären als Einheit wesentlich besser für die Herausforderungen der Zukunft gerüstet, als im Alleingang. Am 9. November 2018 wurde die Studie im Detail vorgestellt. Sie sprach von etwa 75 Millionen Euro an Mehrbelastung für die Wirtschaft in Stadt und Landkreis in den ersten fünf Jahren. Dies auch aufgrund der doppelten Verwaltungsstruktur. Weiterhin hätte ein kreisfreies Neu-Ulm lediglich 5,5 Prozent der gesamten Finanzkraft und Wertschöpfung der Region Donau-Iller ausgemacht, während der Landkreis ohne die Stadt bei 14 Prozent lag (die Stadt Ulm trägt 21,4 Prozent, der Alb-Donau-Kreis 13,5 Prozent bei); damit wäre die Stadt dem Landkreis weder entwachsen noch ansatzweise auf Augenhöhe zur Nachbarstadt Ulm.

#### Kritik an der SME-Studie
Der damalige Neu-Ulmer Oberbürgermeister Gerold Noerenberg kritisierte im November 2018, dass er bisher immer noch keine ausführliche Fassung der Studie bekommen habe. Bereits am 19. Oktober 2018 befand er: „Die Untersuchung ist das Papier nicht wert, auf das sie gedruckt ist.“

### Möglicher Folgeaustritt der Gemeinde Elchingen aus dem Landkreis
In der Gemeinde Elchingen, die als einzige Landkreisgemeinde nördlich der Donau liegt und damit geografisch bereits näher an Ulm und Baden-Württemberg gelegen ist, wurden im Rahmen der Debatte Stimmen laut, im Falle des Nuxits ebenfalls aus dem Landkreis auszutreten und sich der Stadt Ulm oder der Stadt Langenau im Alb-Donau-Kreis anzuschließen. Jede dieser beiden Optionen hätte allerdings auch einen Wechsel des Bundeslandes von Bayern nach Baden-Württemberg bedeutet.

## Bürgerentscheid

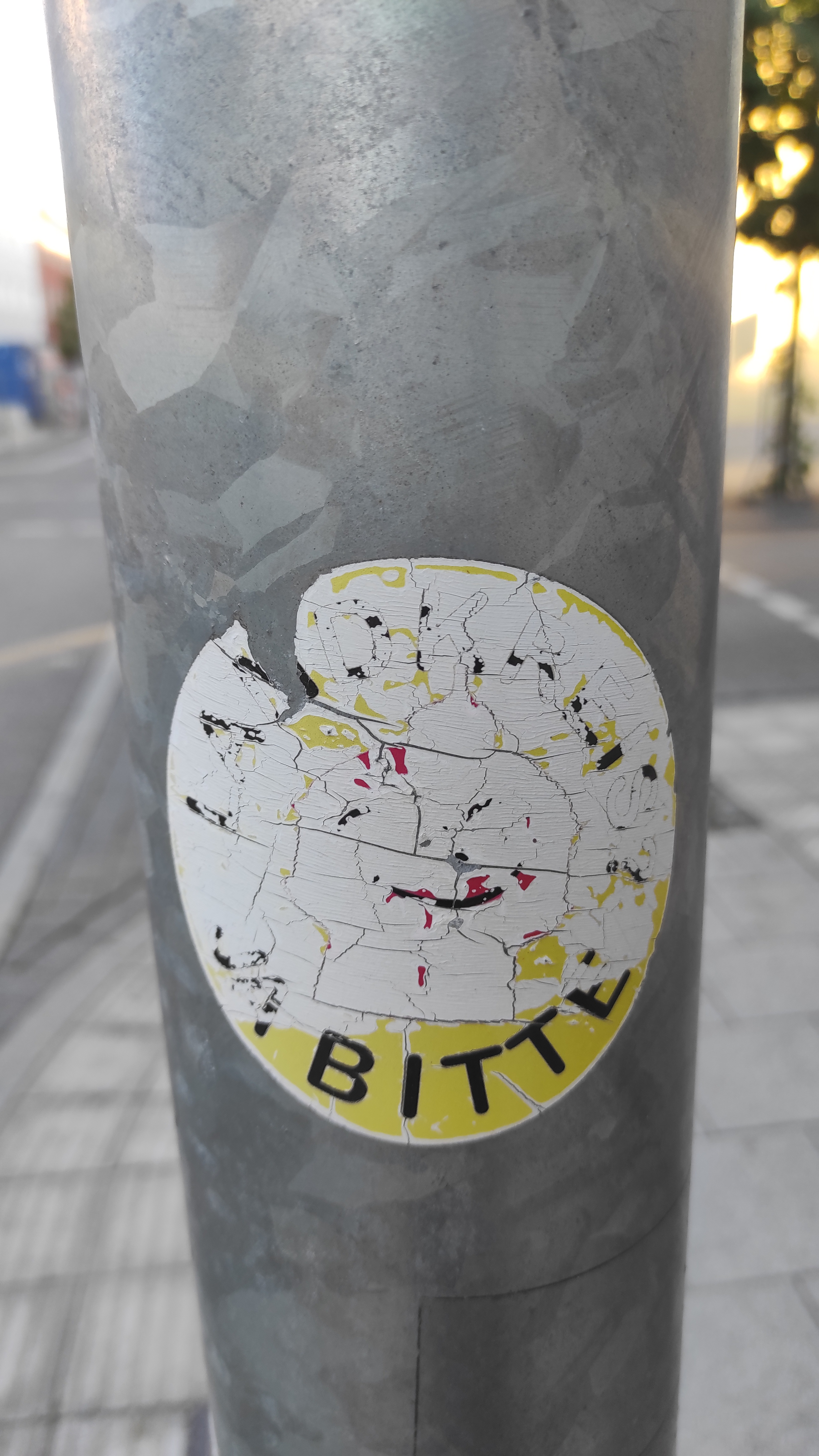
Verblichener Aufkleber „Landkreis? Ja bitte!“ in Neu-Ulm

Auf ersten Informationsveranstaltungen im Stadtgebiet wurde vermehrt Kritik an der Informationspolitik seitens der Stadtspitze zum Nuxit laut. Bürger und auch Kommunalpolitiker verschiedener Parteien sprachen sich daher für eine Abstimmung in der Bevölkerung aus, um über die Kreisfreiheit abzustimmen. Oberbürgermeister Gerold Noerenberg lehnte einen solchen Bürgerentscheid ab, da er das Thema für zu komplex hielt.
Ein Bündnis aus Parteien und Bürgern sammelte bis Ende April 2018 dennoch 3319 Unterschriften zum Start eines Bürgerbegehrens – mehr als das nötige Quorum erforderte. Am 16. Mai 2018 erklärte der Neu-Ulmer Stadtrat dieses Bürgerbegehren jedoch für unzulässig und lehnte es mit 27 zu 13 Stimmen ab. Als Grund wurden insbesondere formale Fehler bei der Unterschriftensammlung angeführt. Die Bürgerinitiative wollte die Ablehnung durch den Stadtrat gerichtlich anfechten, startete aber zugleich eine neue Unterschriftensammlung in Stadt und Landkreis für einen Bürgerentscheid. Dafür müssten 50.000 Unterschriften zusammenkommen. Das Verwaltungsgericht Augsburg befand 2019 die Argumentation der Stadt Neu-Ulm für „nicht stichhaltig“.

## Petition an den Bayerischen Landtag
Als Reaktion auf die Ablehnung des Bürgerbegehrens startete die Bürgerinitiative eine Petition gemäß Artikel 115 der Bayerischen Verfassung an den Bayerischen Landtag. Am 19. September 2018 einigten sich alle Fraktionen des Neu-Ulmer Kreistags darauf, die Petition „Neu-Ulm bleibt im Landkreis? Ja, bitte! – Die Große Kreisstadt Neu-Ulm soll Teil des Landkreises Neu-Ulm bleiben“ zu unterstützen.
Am 2. April 2019 wurde die Petition mit rund 10.500 Unterschriften an Martin Runge, den Vorsitzenden des Innenausschusses des Bayerischen Landtags, übergeben.

## Politische Positionen

### Stadtrat Neu-Ulm
Die CSU-Stadtratsfraktion sprach sich geschlossen für den Nuxit aus. In der FDP waren alle Stadträte gegen den Nuxit. In den Stadtratsfraktionen der SPD, der FWG und bei den Grünen gab es jeweils Befürworter und Gegner (Stand August 2018).

### Kreistag Neu-Ulm
Der Kreistag beschloss am 19. Oktober 2018 mit 44 zu 9 Stimmen eine offizielle Stellungnahme: Der Kreistag „bittet die zuständigen Stellen sowie den Bayerischen Landtag, den Antrag auf Kreisfreiheit abzulehnen“. Der Kreis befürchtete bei einem Nuxit „massive finanzielle Einbußen“, die für die Jahre 2018 bis 2021 auf jährlich zwischen 6,7 und 8 Millionen Euro geschätzt wurden. Ferner würde ein „Bürokratieaufbau“ stattfinden, da in den Verwaltungen unnötige Doppelstrukturen geschaffen werden müssten. Der damalige CSU-Fraktionschef Franz Clemens Brechtel sprach von einer „Lose-Lose-Situation“, einem Zustand, in dem es nur Verlierer gebe.

### Landrat Neu-Ulm
Der damalige Landrat Thorsten Freudenberger wünschte sich einen Verbleib von Neu-Ulm im Landkreis. Er warnte vor negativen finanziellen und strukturellen Folgen eines Nuxits. Keine Seite würde von einem Austritt der Stadt profitieren, da teure Doppel-Verwaltungsstrukturen geschaffen werden müssten.

### Freie Wähler

#### Landtagsfraktion
Die Landtagsfraktion der Freien Wähler hatte im Mai 2019 angekündigt, dass sie bei einer möglichen Abstimmung im Bayerischen Landtag gegen den Nuxit stimmen werde.

#### Kreisverband Neu-Ulm
Der Neu-Ulmer Kreisverband der Freien Wähler sprach sich im März 2018 strikt gegen den Nuxit aus. Er wäre mit gravierenden Nachteilen, vor allem für die Randgemeinden verbunden.

### Industrie- und Handelskammer
Eine Abspaltung vom Landkreis sah die IHK Regionalversammlung Neu-Ulm aus wirtschaftlicher Sicht mit „großen Sorgen“. Nach Ansicht der IHK gab es noch keine ausreichende Zahlengrundlage, um den Nuxit bewerten zu können. Die anstehenden Transaktionskosten seien nur „in groben Ansätzen“ dargestellt worden (Stand Juni 2018). Aber die Kreisfreiheit werde aus Sicht der Wirtschaft erheblich höhere mittelbare und unmittelbare Kosten nach sich ziehen, die am Ende der Steuerzahler zu entrichten habe.
Die IHK ging davon aus, dass die Leistungsfähigkeit sowohl des Kreises wie auch der Stadt bei einem vollzogenen Nuxit anfangs auf beiden Seiten geschwächt worden wäre.

### Bayerischer Gemeindetag
Der Kreisverband Neu-Ulm des Bayerischen Gemeindetags lehnte eine Kreisfreiheit Neu-Ulms ab. Die Gemeindetags-Vertreter kritisierten, dass durch den Nuxit Doppelstrukturen in den Verwaltungen von Kreis und Stadt aufgebaut worden wären, die vor allem Geld gekostet hätten. Die Kommunen befürchteten „mehr Aufwand, ohne dass ein Mehrwert für die Bürger sowohl in der Stadt Neu-Ulm sowie auch im möglichen Restlandkreis entsteht.“

### Bayerischer Landkreistag
Der Präsident des Bayerischen Landkreistags, Landrat Christian Bernreiter, sprach sich gegen den Nuxit aus. Er warnte vor einem „Flächenbrand in Schwaben“, sollte Neu-Ulm tatsächlich aus dem Landkreis austreten und dies Schule machen. Die Stadt sollte Teil des Landkreises bleiben. „Denn kreisangehörige Städte fahren besser.“

### Bund der Steuerzahler
Rolf von Hohenhau, der Präsident des Landesverbandes Bayern des Bundes der Steuerzahler lehnte den von der Stadt Neu-Ulm geplanten Austritt aus dem Landkreis ab. Der Verband warnte im Januar 2019 vor einer absehbaren Verschwendung von Steuergeldern – und davor, „die seit 46 Jahren bestehende, vorbildliche, konstruktive und einvernehmliche Zusammenarbeit des Landkreises mit der Stadt Neu-Ulm“ aufs Spiel zu setzen. Ein Austritt Neu-Ulms werde deutlich mehr kosten als er der Allgemeinheit tatsächlich nutze. Der Nuxit würde über Jahre hinweg auf beiden Seiten erhebliche personelle und finanzielle Ressourcen binden. Durch den Nuxit würde auf beiden Seiten mehr Personal benötigt. Auch der Bedarf an räumlichen Ressourcen werde beim Landkreis nicht so stark abnehmen, wie er bei der Stadt steigen würde. Die Folgekosten seien insgesamt nicht absehbar. „Es braucht jetzt besonnene, verantwortungsbewusste Mandatsträger, die rechtzeitig die Weichen auf Gemeinsamkeit und Rückkehr zur Normalität stellen“, so von Hohenhau.

### Club der Industrie Ulm/Neu-Ulm e.V
Der Club der Industrie Ulm/Neu-Ulm sah den Nuxit kritisch. Er würde es bevorzugen, wenn die Stadt Neu-Ulm und der Landkreis zusammen bleiben würden.